# Philippe Leduc
Philippe Leduc (* 18. Juni 1952 in Nantes) ist ein ehemaliger französischer Fußballschiedsrichter.
Leduc pfiff in der Saison 1990/91 erstmals ein Spiel in der ersten französischen Liga. Dort war er bis 1997 aktiv und kam auf insgesamt 90 Einsätze. Im französischen Pokal pfiff er sechs Spiele, darunter das Finale im Jahr 1995. Dazu kommt das Finale des Coupe de la Ligue, das er 1997 leitete. Leduc kam außerdem dreimal im Europapokal und viermal bei Länderspielen zum Einsatz.